# 郵便物保護銃規則
郵便物保護銃規則（ゆうびんぶつほごじゅうきそく）は、郵便物保護の為に郵便配達員に銃砲所持を認めたもの（日本）である。1873年に「短銃取扱規則」により既に郵便配達員は拳銃（6連発銃）の携帯を許されていたが、多額の現金書留の需要が増えたため1887年4月27日制定。法形式としては一般に公布する法令ではなく、明治20年公達第87号という文書番号からもわかるとおり、逓信管理局長から各郵便局長への通達である。もちろん官報に掲載はなく、国立公文書館の保存文書も逓信省の関係ではなく内務省へたまたまやりとりがあり保存されていたものである。

## 概要
郵便物（現金書留など）に危害がある場合、正当防衛をするために郵便配達員に拳銃（郵便物保護銃）の所持が許されていた。

## 沿革
明治政府は1871年（明治4年）から新しい郵便制度を発足させたが、強盗被害が多かったことから、1873年（明治6年）に「短銃取扱規則」で郵便配達員に銃を一丁だけ所持が認められた。さらに、1887年現金書留郵便の配達が増えたため、郵便物保護の為の銃の所持が認められた。
1949年（昭和24年）6月1日、逓信省が郵政省へ改変する際に廃止された。

## 郵便物保護銃
郵政博物館に郵便物保護銃と使用されていたものとして、スミス&ウェッソンNo.2アーミーリボルバーが展示されている。